# Harpalus caliginosus
Harpalus caliginosus är en skalbaggsart som beskrevs av Fabricius. Harpalus caliginosus ingår i släktet Harpalus och familjen jordlöpare. Inga underarter finns listade i Catalogue of Life.